# ドナルド・D・チェンバリン
ドナルド・"ドン"・ディーン・チェンバリン（Donald "Don" Dean Chamberlin、1944年12月21日 - ）は、アメリカ合衆国の計算機科学者である。レイモンド・F・ボイスとともに、オリジナルのSQLの言語仕様の主要設計者としてよく知られている。彼はまた、XQueryの開発にも多大な貢献をした。

## 生涯
ドナルド・D・チェンバリンはカリフォルニア州サンノゼで生まれた。キャンベル高校を卒業後、ハーベイ・マッド大学で工学を專攻し、1966年に学士号を取得した。その後、アメリカ国立科学財団の奨学金を受けてスタンフォード大学に進学した。スタンフォード大学では、電気工学を専攻し、計算機科学を副専攻とした。電気工学で、1967年に修士号、1971年に博士号を取得した。在学中にニューヨーク州ヨークタウンハイツにあるIBMのトーマス・J・ワトソン研究所で夏季インターンシップを行っており、大学卒業後はIBMに入社、ワトソン研究所に配属された。
チェンバリンは、世界で最も広く使われているデータベース言語であるSQLの共同発明者として最もよく知られている。SQLは、1970年代半ばにチェンバリンとレイモンド・ボイスによって開発され、世界初の商業的に成功したリレーショナルデータベース用言語となった。チェンバリンはIBMのSystem Rプロジェクトのマネージャーの一人でもある。System Rは世界初のSQLの実装であり、IBMのリレーショナルデータベース技術の多くがSystem Rプロジェクトにより開発された。System Rは、カリフォルニア大学バークレー校のIngresプロジェクトとともに、1988年にACMソフトウェアシステム賞を受賞した。1973年にIBMアルマデンバレー研究所に移り、2009年に退職するまで、彼はここを拠点としていた。2003年にはIBMフェローに任命された。
2000年には、ジョナサン・ロビー、ダニエラ・フローレスクと共同で、QuiltというXMLクエリ言語の提案を起草した。この草案から多くのアイデアが、チェンバリンを編集者としてW3Cによって開発されたXQueryの言語仕様に反映された。
チェンバリンは、ACMフェロー、IEEEフェロー、全米技術アカデミー会員でもある。2005年には、チューリッヒ大学から名誉博士号を授与された。
2009年には、「構造化クエリ言語(SQL)とデータベースアーキテクチャに関する基礎的な研究」に対して、コンピュータ歴史博物館フェローに選出された。
2015年、Couchbase Serverを開発したCouchbase社のテクニカルアドバイザーに就任した。

## 著書など
彼は、IBMのDB2 UDBに関する本を2冊出しており、50以上の技術論文を執筆している。
2003年に出版されたXQuery from the Experts(ISBN 0-321-18060-7)に寄稿し、表紙写真も提供した。
1997年に出版されたBeyond Calculation: the Next Fifty Years of Computing(ISBN 0-387-94932-1)にSharing Our Planetと題する章を寄稿した。
1998年から2014年までの17年連続でACM国際大学プログラミングコンテストに問題を寄稿し、審査員を務めた。
著書にSQL++ For SQL Users: A Tutorial(ISBN 978-0-692-18450-9)がある。